# Qasim al-Raymi
Qasim Muhammad Mehdi al-Raymi (in arabo قاسم محمد مهدي الريمي‎?; Nimr, 5 giugno 1978 – al-Bayda', 29 gennaio 2020) è stato un terrorista yemenita, emiro di al-Qaeda nella Penisola Arabica (AQAP).
Al-Raymi era uno dei 23 uomini fuggiti nella prigione del 3 febbraio 2006 nello Yemen, insieme ad altri membri degni di Al-Qaeda. 
Nel 2009, il governo yemenita lo accusò di essere responsabile della gestione di un campo di addestramento di al-Qaeda nella Provincia di Abyan. Dopo essere stato il comandante militare dell'AQAP, Al-Raymi è stato promosso leader supremo dopo la morte di Nasir al-Wuhayshi il 12 giugno 2015.

## Biografia
al-Raymi è nato il 5 giugno 1978 a Nimr, nello Yemen. È stato addestratore in un campo di al-Qaeda in Afghanistan durante gli anni '90, prima di tornare nello Yemen. Nel 2004, è stato imprigionato per cinque anni per essere stato sospettato in una serie di attentati alle ambasciate nella capitale.
Dopo essere fuggiti dalla prigione nel 2006, al-Raymi, insieme a Nasir al-Wuhayshi, ha supervisionato la formazione di al-Qaeda nello Yemen, che ha coinvolto sia nuove reclute che esperti combattenti arabi di ritorno dai campi di battaglia in Iraq e Afghanistan.
Il gruppo ha rivendicato la responsabilità di due attentati suicidi che hanno ucciso sei turisti occidentali prima di essere collegato all'assalto all'ambasciata Usa a Sana'a nel settembre 2008, in cui militanti hanno fatto esplodere bombe e lanciato granate a propulsione a razzo (in totale dieci guardie yemenite e quattro civili sono stati uccisi, insieme a sei assalitori).
Il 29 gennaio 2020 è stato ucciso a al-Bayda' da un drone statunitense, notizia poi ufficialmente confermata il 6 febbraio dal Presidente Donald Trump.